# Streep (lengtemaat)
Een streep was een in Nederland gebruikte lengtemaat.
Bij de invoering van het Nederlands metriek stelsel in 1820 werd de lengte van een streep vastgesteld op 1 duizendste el, ofwel 1 millimeter.
In 1870 werd de streep afgeschaft en raakte de naam millimeter in gebruik.

## Trivia
- De penning die aan de ambtsketen van een burgemeester hangt heeft bij Koninklijk Besluit uit 1852 een diameter van 40 strepen.
- De streep als eenheid wordt nog wel gebruikt bij regenmeters. Eén streep regen staat gelijk aan 1 mm regen. Dat de streep hier nog wordt gebruikt,  heeft als reden dat de diameter van het opvanggedeelte groter is dan de diameter van het gedeelde waarop de hoeveelheid neerslag wordt afgelezen. Aangezien de hoeveelheid regen per oppervlakteeenheid wordt gemeten, moet de verhouding tussen de oppervlakten van het opvangdeel en het meetdeel worden gecompenseerd door de streepjes van het maatbekerglas evenredig verder van elkaar te zetten om de juiste hoeveelheid te kunnen aflezen.